# Liberal Alliance
Liberal Alliance (Liberal allians) är ett liberalt danskt politiskt parti bildat den 7 maj 2007 som Ny Alliance (Ny allians), av folketingsmannen Naser Khader samt Europaparlamentarikerna Anders Samuelsen och Gitte Seeberg. Man var åren 2016-2019 del av en Venstre-ledd borgerlig regeringskoalition. Partiledare sedan 2019 är Alex Vanopslagh. I januari 2024 meddelades att den forne partiledaren för Nye Borgerlige Pernille Vermund hade anslutit sig till partiet.

## Historik

### Bakgrund
De två förstnämnda hoppade av från Det Radikale Venstre medan Seeberg var invald för Konservative Folkeparti. Enligt flera massmedier orsakades frontfiguren Naser Khaders avhopp från Radikale Venstre av partiets konsekventa motstånd mot ett borgerligt regeringssamarbete med Anders Fogh Rasmussen. Gitte Seeberg ska framför allt ha varit missnöjd med sitt moderpartis nära samarbete med Dansk Folkeparti. Den 10 maj 2007 gick den nyliberale Leif Mikkelsen, folketingsman för Venstre med i Ny Alliance. 
Ny Alliance ville enligt egen utsago bygga sin politik på en blandning av socialliberalism och socialkonservatism. Partiet var ett EU-vänligt mittenparti som verkade för en höjning av U-hjälpen och att Danmark skulle bli självförsörjande med förnyelsebar energi.
I valet 2007 fick partiet 2,8 procent av rösterna och fem mandat i folketinget. Efter valet uppstod snart intern oenighet om partiets framtida kurs. Då man i januari 2008 backade upp den borgerliga regeringens strama asylpolitik så hoppade folketingsledamöterna Gitte Seeberg och Malou Aamund av partiet.

### Ny politik och nytt namn
Under våren 2008 tog Anders Samuelsen och hans anhängare ett allt starkare grepp om partiet och lade om politiken från en socialliberal till en liberal profil med stor vikt vid skattelättnader och minskad offentlig kontroll av ekonomin. Den 24 juni samma år uteslöts Jørgen Poulsen ur folketingsgruppen.
Den 28 augusti 2008 fullbordades kursomläggningen genom namnbyte från Ny Alliance til Liberal Alliance och antagande av ett nytt partiprogram. Naser Khader lämnade partiet 5 januari 2009 efter en längre politisk timeout.

### Valframgångar 2011 och 2015
Anders Samuelsen slog sig ihop med miljardären och grundaren av Saxo Bank Lars Seier Christensen som 2010 pumpade in stora belopp i en annonskampanj för partiet. I valet den 15 september 2011 fick Liberal Alliance 5 procent av rösterna och nio mandat i folketinget. 
Vid valet 2015 gick man fram ytterligare och tog så småningom plats i den borgerliga regeringen.

### Stor tillbakagång 2019
Vid 2019 års folketingsval, den 5 juni, gick partiet starkt tillbaka. Man förlorade 9 av sina 13 folketingsmandat – inklusive för partiledaren Anders Samuelsen.

### Valframgång 2022
Vid folketingsvalet 2022 uppnådde partiet sitt bästa resultat hittills med 7,9 % av rösterna och 14 mandat. Framstegen tillskrevs inte minst partiets kommunikationsstrategi, som satsade stort på sociala medier, inte minst annonsering på TikTok, och partiledaren Alex Vanopslaghs retoriska talang.
| Valår | Procent | Mandat i folketinget | ±   |
| ----- | ------- | -------------------- | --- |
| 2007  | 2,8 %   | 5                    | +5  |
| 2011  | 5,0 %   | 9                    | +4  |
| 2015  | 7,5 %   | 13                   | +4  |
| 2019  | 2,3 %   | 4                    | –9  |
| 2022  | 7,9 %   | 14                   | +10 |